# Silvestriola lobata
Silvestriola lobata är en tvåvingeart som beskrevs av Grover 1965. Silvestriola lobata ingår i släktet Silvestriola och familjen gallmyggor. Inga underarter finns listade i Catalogue of Life.